# Isola Stor
L'isola Stor è un'isola disabitata del territorio di Nunavut, in Canada.

## Geografia
L'isola fa parte della Regione di Qikiqtaaluk e fa parte delle isole Sverdrup, un gruppo a sua volta facente parte delle isole Regina Elisabetta, nell'arcipelago artico canadese; più precisamente si trova nel sound di Eureka, ossia l'insenatura che separa l'isola di Axel Heiberg dall'isola Ellesmere.
A sud-ovest di essa si trova il canale di Fulmar e a nord-est il fiordo di Bay.
Ha una superficie complessiva di 313 km², misura 32 km in lunghezza e 14 km in larghezza. Sono presenti due sommità, entrambe a circa 500 m sul livello del mare.